# 栃尾郵便局
栃尾郵便局（とちおゆうびんきょく）
- 新潟県長岡市にある郵便局。本記事にて記述する。
- 岐阜県高山市にある郵便局。局番号は24106。

栃尾郵便局（とちおゆうびんきょく）は新潟県長岡市栃尾地域にある郵便局。民営化前の分類では集配普通郵便局であった。

## 概要
住所：〒940-0299 新潟県長岡市谷内1-3-33

## 沿革
- 1875年（明治8年）1月2日 - 栃尾郵便局（五等）として開設[1]。
- 1885年（明治18年）6月10日 - 貯金取扱を開始。
- 1886年（明治19年）3月16日 - 郵便為替事務開始[2]。
- 1897年（明治30年）1月26日 - 栃尾郵便電信局となる。
- 1903年（明治36年）4月1日 - 通信官署官制の施行に伴い栃尾郵便局となる。
- 1956年（昭和31年）12月1日 - 西谷郵便局から電話交換事務の取扱を移管[3]。
- 1957年（昭和32年）11月16日 - 特定郵便局から普通郵便局に局種別改定。
- 1960年（昭和35年）8月1日 - 電話交換事務および電報配達事務の取扱を栃尾電報電話局に移管。
- 1984年（昭和59年）5月7日 - 二日町郵便局、東谷郵便局、西谷郵便局から集配業務を移管。
- 1985年（昭和60年）3月31日 - 半蔵金郵便局の廃止に伴い、取扱事務を承継。
- 1990年（平成2年）7月23日 - 栃尾市表町から同市谷内一丁目に移転。
- 2000年（平成12年）8月14日 - 外国通貨の両替および旅行小切手の売買に関する業務取扱を開始。
- 2003年（平成15年）3月21日 - 人面簡易郵便局の一時閉鎖[4]に伴い、取扱業務を承継。
- 2007年（平成19年）10月1日 - 民営化に伴い、併設された郵便事業栃尾支店に一部業務を移管。
- 2012年（平成24年）10月1日 - 日本郵便株式会社発足に伴い、郵便事業栃尾支店を栃尾郵便局に統合。

## 取扱内容
- 郵便、印紙、ゆうパック、内容証明
- 貯金、為替、振替、振込、国際送金、国債、投資信託
- 生命保険、バイク自賠責保険、自動車保険、がん保険、引受条件緩和型医療保険
- ゆうちょ銀行ATM
- 「940-02xx」区域（長岡市（旧栃尾市域の一部））の集配業務
- ゆうゆう窓口

## 風景印
- 表記は『栃尾』
- 図案は『上杉謙信像』・『みこし綱引き』・『守門岳』
- 使用開始日は1977年（昭和52年）5月1日

## 周辺
- 長岡市役所栃尾支所
- 栃尾市民会館
- 栃尾体育館
- 新潟県立栃尾高等学校
- 刈谷田川・西谷川

## アクセス
- 越後交通バス 表町三丁目停留所下車
- 北陸自動車道 中之島見附ICから南東へ約15km
- 駐車場あり：12台